# Hajdúszoboszlói kistérség
A Hajdúszoboszlói kistérség kistérség volt Hajdú-Bihar megyében, amelynek központja Hajdúszoboszló volt. 2013-ban a kistérségek megszűntek, szerepüket a járások vették át.

## Települései
| Ebes | Hajdúszoboszló | Hajdúszovát | Nagyhegyes |

## Története
2003 júniusában Hajdúszoboszló, Hajdúszovát, Ebes, Nagyhegyes települések polgármesterei aláírták a jogelőd Nyugat-Hajdúsági Település-és Területfejlesztési Önkormányzati Társulás dokumentumait.
A jogszabályi változások lehetővé tették, hogy feladatai hatékonyabb megvalósítása érdekében kistérségi társulássá alakuljon át. Így jött létre 2005. január 1-jel a Hajdúszoboszlói Kistérségi Többcélú Társulás.

## Lakónépesség alakulása
| Település      | Lélekszám (2009) |
| -------------- | ---------------- |
| Hajdúszoboszló | 23 295           |
| Ebes           | 4 407            |
| Hajdúszovát    | 3 087            |
| Nagyhegyes     | 2 752            |
| Összesen       | 33 541           |